# Goodreads
Goodreads – amerykańska sieć społecznościowa dla czytelników książek.
Projekt został zapoczątkowany w 2006 roku, a jego założycielem jest Otis Chandler.
Serwis umożliwia prowadzenie dyskusji na temat książek, udostępnianie recenzji oraz tworzenie własnych katalogów książek.
W 2013 r. serwis został nabyty przez Amazon.